# Willi Kauhsen Racing Team

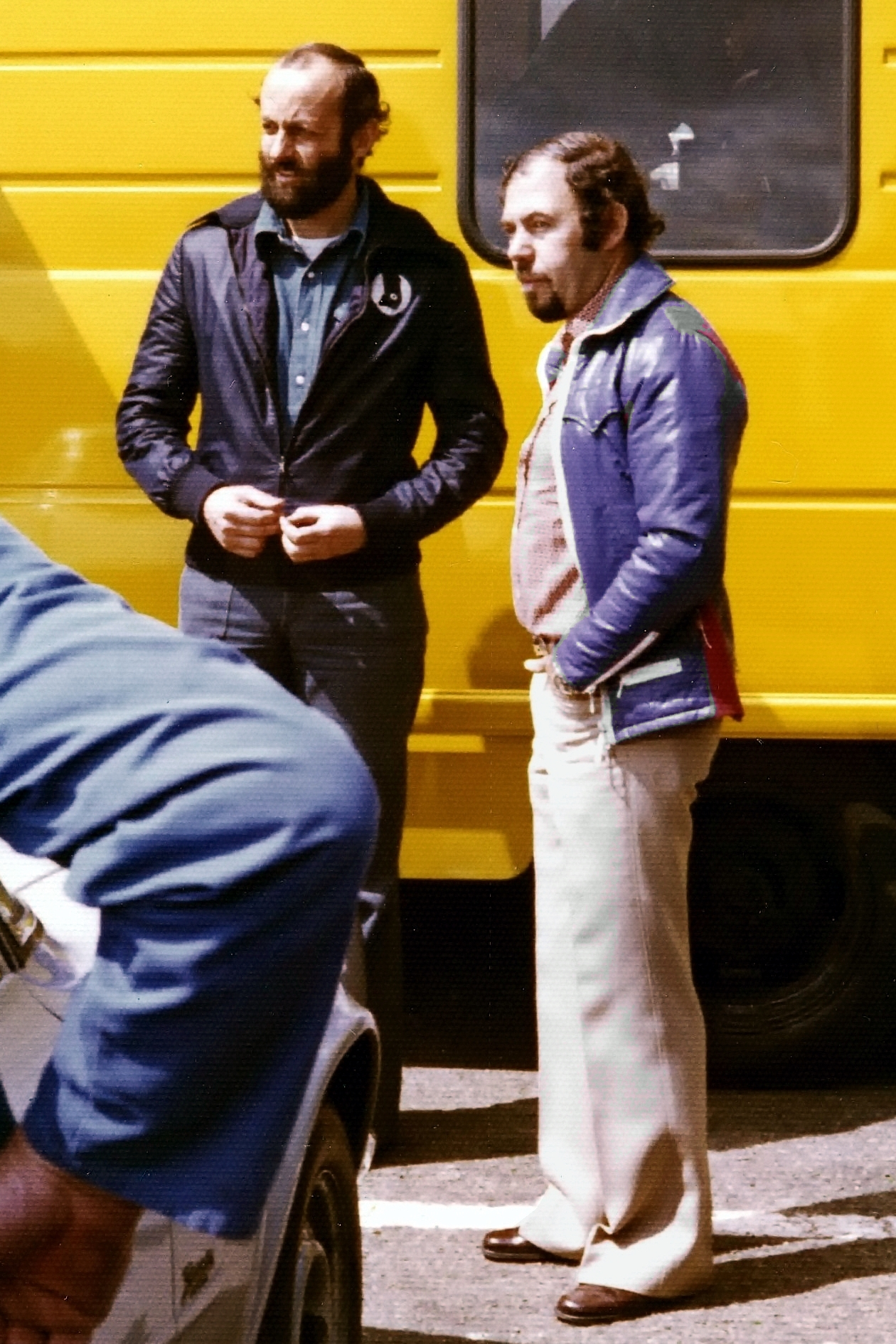
Henri Pescarolo und Teamchef Willi Kauhsen (rechts) im Sommer 1975

Das Willi Kauhsen Racing Team war ein deutsches Motorsportteam, das zwischen 1972 und 1979 in der Interserie, der Sportwagen-Weltmeisterschaft, der Formel 2 und kurzzeitig sogar in der Formel 1 mit eigenen Fahrzeugen an den Start ging.

## Die Anfänge
Der Gründer des Rennstalls war der deutsche Speditionsunternehmer Willibert „Willi“ Kauhsen aus Eschweiler bei Aachen. Willi Kauhsen, geboren am 19. Mai 1939, nahm zwischen 1963 und 1974 regelmäßig als Fahrer an Touren- und Sportwagenrennen teil und erzielte dabei einige Erfolge.
1967 gewann Willi Kauhsen die Tourenwagen-Europameisterschaft in der Division 1 auf einem Abarth 1000 TC. Später wechselte er in die Sportwagenklasse und fuhr dort überwiegend Autos von Porsche.
In den späten 1960er-Jahren war Willi Kauhsen eine feste Größe bei Langstreckenrennen. Als eine seiner besten Leistungen bezeichnete er später seinen Einsatz bei dem Marathon de La Route, der vom 21. bis zum 24. August 1968 auf dem Nürburgring stattfand. Bei diesem 84-Stunden-Rennen, das über eine Distanz von 10.000 Kilometer ging, trat Willi Kauhsen als Werksfahrer für Porsche an. Zusammen mit Herbert Linge und Dieter Glemser bewegte er einen 170 PS starken Porsche 911 S. Das Trio Kauhsen/Linge/Glemser holte sich den Gesamtsieg. Im gleichen Jahr gewann Kauhsen gemeinsam mit Erwin Kremer und Helmut Kelleners das 24-Stunden-Rennen von Spa-Francorchamps. 1970 schließlich nahm Willi Kauhsen zusammen mit Gérard Larrousse in einem Porsche 917 Langheck für das Martini Racing Team am 24-Stunden-Rennen von Le Mans teil. Kauhsen und Larrousse wurden Gesamtzweite hinter Hans Herrmann und Richard Attwood, die die Kurzheck-Version des Porsche 917 fuhren.
1972 begann Kauhsen ein eigenes Rennsport-Team aufzubauen. Das Willi Kauhsen Racing Team trat erstmals 1972 in der Interserie an. Fahrer war Willi Kauhsen selbst; zu dieser Zeit setzte das Team einen etwa 1000 PS starken Porsche 917 Turbo ein. Im ersten Jahr gewann Willi Kauhsen den Lauf in Imola und erreichte vier zweite Plätze. 1973 gewann er die beiden ersten Rennen der Interserie auf dem Nürburgring und in Imola, 1974 siegte er in Silverstone.
In der Saison 1975 setzte Willi Kauhsen mindestens drei Alfa Romeo Tipo 33 in der Prototypen-Weltmeisterschaft ein. Das Team hatte gewissermaßen Werksstatus. Fahrer waren Jacky Ickx, Arturo Merzario, Derek Bell, Henri Pescarolo und Jacques Laffite. Kauhsens Team gewann nach einigen erfolgreichen Einsätzen den Meistertitel.

## Kauhsen in der Formel 2
1976 entschloss sich Willi Kauhsen zu einem Wechsel in den Formel-Sport. Hier sollte zunächst die Formel 2 in Angriff genommen werden; einige Jahre später stand ein Aufstieg in die Formel 1 an.

### 1976
Der erste Einsatz des Teams in der Formel 2 erfolgte in der Saison 1976. Kauhsen setzte als Kundenteam von March zwei aktuelle 762er ein. Fahrer waren regelmäßig Ingo Hoffmann und Klaus Ludwig; zu einzelnen Veranstaltungen wurden auch andere Fahrer gemeldet. Beim Rhein-Pokal auf dem Hockenheimring fuhr Jochen Mass an der Stelle von Klaus Ludwig, beim Gran Premio del Mediterraneo in Enna hingegen wurden Arturo Merzario und Klaus Ludwig gemeldet. Beide Fahrer gingen dort allerdings nicht an den Start.
Das Team verfügte über keinerlei Erfahrungen im Formel-Sport, sodass im ersten Jahr viel Energie auf das Erlernen der entsprechenden Besonderheiten verwendet werden musste. Entsprechend waren Resultate nur im Bereich des Mittelfeldes erreichbar; Podiumsplatzierungen oder Siege gab es nicht.

### 1977
Willi Kauhsen machte im Wesentlichen die Fahrzeuge von March für die mittelmäßigen Leistungen verantwortlich. Daher suchte er für die zweite Formel-2-Saison nach besseren Einsatzgeräten. Hier verfiel er auf die Wagen des Teams Elf Switzerland, eines von Jean Sage geleiteten und von der Schweizer Tochter des Mineralölkonzerns  Elf Aquitaine unterstützten Rennstalls. Das seinerzeit noch Ecurie Elf genannte Team hatte ab 1974 eigene Autos in der Formel-2-Europameisterschaft eingesetzt, die von Jean-Pierre Jabouille, dem Fahrer des Teams, unter Mitwirkung von Renault Alpine entworfen worden waren. 1976 gewann Jean-Pierre Jabouille mit diesem Wagen, der nunmehr Jabouille J2 hieß, die Europäische Formel-2-Meisterschaft. Da Jabouille 1977 in die Formel 1 wechselte, standen seine Formel-2-Wagen zum Verkauf. Willi Kauhsen übernahm die Fahrzeuge daraufhin für sein eigenes Formel-2-Team und gab ihnen den Namen „Kauhsen“ bzw. "Kauhsen-Renault".
Als erster Fahrer war Michel Leclère gemeldet, der den Wagen bereits aus den vorangegangenen Jahren kannte. Neben ihm wurde Klaus Ludwig genannt, der allerdings nicht die gesamte Saison hindurch fuhr, sondern sein Cockpit zeitweilig an Vittorio Brambilla, José Dolhem, Mario da Silva sowie Alain Prost abgeben musste.
Obwohl die Fahrer zumeist hohes Talent mitbrachten, wurden Willi Kauhsens Erwartungen enttäuscht. Zwar erreichte Michel Leclère beim ersten Rennen der Saison in Silverstone die Pole-Position, allerdings fiel er im Rennen mit Motorschaden aus. Danach waren keine zählbaren Ergebnisse mehr zu erreichen. Die einzige Ausnahme war ein dritter Platz Brambillas in Misano. Alain Prost, dem bereits zu jener Zeit der Ruf des Wunderknaben anhing, erreichte jedenfalls bei seinen zwei Einsätzen für das Team keine Spitzenplätze. In Nogaro wurde er Zehnter, in Estoril schied er aus. Auch die anderen Fahrer waren nicht erfolgreicher.
Im Laufe der Saison wurden die Wagen zusehends schlechter. Beobachter führten dies übereinstimmend darauf zurück, dass die Techniker in Kauhsens Werkstatt viel an den Autos änderten, ohne die Wirksamkeit der Modifikationen zuvor hinreichend geprüft zu haben. Am Ende der Saison 1977 entschloss sich Willi Kauhsen zum Rückzug aus der Formel 2. Ein weiterer Einsatz der zwischenzeitlich stark veränderten französischen Autos schien nicht sinnvoll. Stattdessen wurde der Aufstieg in die Formel 1 vorbereitet.
Kauhsen brachte eines der Jabouille-Autos beim letzten Rennen der japanischen Formel-2-Meisterschaft 1977 mit Keke Rosberg an den Start. Rosberg erreichte nichts; er fiel bereits in der zweiten Runde nach einem Motorschaden aus. Kauhsen verkaufte das Auto an den in Japan ansässigen deutschen Rennfahrer Nico Nicole, dessen Team Nicole Racing es 1978 zu drei Läufen der japanischen Formel-2-Meisterschaft meldete. Einmal fuhr Gianfranco Brancatelli das Auto, zweimal Nicole selbst. Nur Brancatelli erreichte eine Zielankunft. 1979 meldete Nico Nicole ein Auto mit der Typbezeichnung Niki NK2; es gibt Hinweise, dass es eine weitere Überarbeitung des Jabouille-Autos war.

## Kauhsen in der Formel 1

### Die Übernahme des Autos von Kojima
Zunächst erwog Kauhsen, bereits 1978 in die Formel 1 einzusteigen. Da in der verbleibenden Zeit kein eigenes Chassis zu entwickeln war, plante er die Übernahme eines fremden Autos. Die Wahl fiel auf den japanischen Kojima KE009, ein Auto, das zum Großen Preis von Japan 1977 von Kojima Engineering für Noritake Takahara sowie von Kojimas Kundenteam Heros Racing für Kazuyoshi Hoshino gemeldet worden war. Beide Autos hatten bei diesem Rennen für Aufsehen gesorgt. Hoshino hatte sich für einen überraschenden elften Startplatz qualifizieren können und Takahara war als 19. ins Rennen gegangen. Takahara fiel im Rennen nach einer Kollision mit Hans Binder im Surtees aus, Hoshino hingegen konnte seinen 11. Platz ins Ziel retten.
Diese Ergebnisse waren für Kauhsen Anlass, sich zu einer Übernahme der Kojima-Autos und ihren regelmäßigen Einsatz durch das Willi Kauhsen Racing Team zu entscheiden. Im Frühjahr 1978 waren die Verhandlungen weit gediehen, und es wurden sogar Werbefotos mit Willi Kauhsen gemacht, der in einem Kojima-Cockpit Platz genommen hatte. Die Fahrerwahl war unklar. Einige Quellen sprechen davon, dass Kauhsen bereits zu dieser Zeit enge Kontakte zu Gianfranco Brancatelli hatte; der Italiener soll mindestens einmal mit Willi Kauhsen in Japan gewesen sein. Nach anderen Informationen nahm Willi Kauhsen den damals jungen Keke Rosberg nach Japan mit, der auf dem Fuji Speedway einen Funktionstest unternommen haben soll.
Schließlich scheiterten die Verhandlungen mit Kojima. Als Grund hierfür wird zumeist angegeben, Kauhsen habe nicht über die nötigen Finanzmittel verfügt, um die Wagen und das Material von Japan nach Europa zu transportieren.

### Eigene Formel-1-Autos
Daraufhin entschloss sich Kauhsen, ein vollständig eigenes Auto für die Formel-1-Saison 1979 zu entwickeln.
Mangels eigener Infrastruktur musste Kauhsen hierzu weitgehend auf externe Hilfe zurückgreifen. Ende 1977 hatte er die Professoren Hans Gerhard, Carl Cramer und Eduard Jäger von der Fachhochschule Aachen damit beauftragt, Aerodynamik-Studien für ein eigenes Formel-1-Auto durchzuführen. Die Studien waren im Frühjahr 1978 abgeschlossen, etwa zu der Zeit, als die Übernahme des Kojima-Projekts scheiterte. Ergänzt wurde das Team durch den Aerodynamiker Klaus Kapitzka, der vorher bei Ford in Köln gearbeitet hatte, sowie durch den Chassiskonstrukteur Kurt Chabek, die unmittelbar für das Willi Kauhsen Racing Team arbeiteten. Chabek war der einzige von ihnen, der eigene Erfahrungen mit der Konstruktion von Formel-Rennwagen hatte: Er war 1977 für den deutschen Rennwagen-Hersteller TOJ tätig gewesen.
Chabek entwickelte im Sommer 1978 das Konzept für Kauhsens Formel-1-Auto. Vorbild war der Lotus 78, das ausgereifteste Wing-Car und der erfolgreichste Wagen der Formel-1-Saison 1978. Die Dimensionen des Kauhsen bestimmte Chabek, indem er die aktuellen Formel-1-Wagen auf Fotografien vermaß. Aus den so gefundenen Daten bildete er einen Mittelwert, der Grundlage für den Kauhsen werden sollte.
Als Triebwerk wurde frühzeitig der Cosworth-DFV-Achtzylinder festgelegt. Zwar hatte Willi Kauhsen zunächst im Hinblick auf die gemeinsame Vergangenheit versucht, Zwölfzylinder von Alfa Romeo zu erhalten, wie sie bereits bei Brabham eingesetzt wurden. 1978 hatte sich Alfa Romeo allerdings bereits für ein eigenes Formel-1-Projekt entschieden, sodass in Italien keine Kapazitäten für die Ausrüstung eines weiteren Teams frei waren.
Im Herbst 1978 arbeiteten drei Mechaniker sowie die Ingenieure Chabek und Kapitzka in Kauhsens Werk. Es gelang ihnen, im September 1978 den ersten Prototyp, den WK-001, fertigzustellen, ein ausgesprochen kompaktes Auto, das über eine außergewöhnliche aerodynamische Lösung verfügte: Der Heckflügel saß vor der Hinterachse und war mit den Seitenschürzen durch breite Säulen verbunden. In den Seitenschürzen befanden sich auch die Kühler sowie einige Zusatztanks, die an anderen Stellen nicht untergebracht werden konnten. Dadurch wurde der Groundeffekt nachteilig beeinflusst. Niki Lauda kommentierte das ungewöhnliche Auto mit den Worten: „Eure Lösung kann nicht gehen. Wenn sie ginge, dann wären alle anderen Idioten.“
Ab November 1978 wurde der WK001 mehrfach getestet. Die ersten privaten Testfahrten unternahm Gianfranco Brancatelli, etwas später stieg der Österreicher Harald Ertl in den Kauhsen und beschädigte das Auto bei einem Unfall erheblich. Sodann nahm Kauhsen an den offiziellen FOCA-Testfahrten in Le Castellet teil, die Anfang Dezember 1978 stattfanden. Sie wurden von Patrick Nève durchgeführt, einem belgischen Rennfahrer, der 1977 einen gebrauchten March für das neu gegründete Team von Frank Williams gefahren war und über gute Verbindungen zu belgischen Sponsoren wie Marlboro Belgien, der Brauerei Belle-Vue und dem Unternehmen Kinley verfügte. Neve erreichte mit dem weiß lackierten Kauhsen nur schlechte Zeiten; er lag im besten Falle sechs Sekunden hinter den schnellsten Wagen, den Fahrzeugen von Ligier.
Im Laufe der ersten Jahreshälfte wurden vier weitere Fahrzeuge aufgebaut, die sich teilweise erheblich voneinander unterschieden:
- Die Wagen WK002 und WK003, die im Januar bzw. Februar 1979 hergestellt wurden, entsprachen in groben Zügen dem WK001, enthielten aber im Detail verschiedene Modifikationen.

- Das Modell WK004 wurde im März 1979 fertiggestellt. Das Auto verfügte erstmals über einen Frontflügel. Die ungewöhnliche Konstruktion des Heckflügels war entfallen; stattdessen war der Heckflügel nunmehr – wie bei anderen Autos üblich – hinter der Hinterachse positioniert. Allerdings blieb es dabei, dass der Groundeffekt durch die in den Seitenkästen untergebrachten Kühler, Auspuffkrümmer und Tanks gestört wurde.

- Der im April 1979 aufgebaute WK005 war wiederum erheblich anders. Das Auto war deutlich länger. Die veränderte Baulänge ermöglichte es endlich, die störenden Bauteile aus den Seitenkästen zu entfernen. Damit war der WK005 nunmehr ein richtiges Wing-Car.

### Die Saison 1979
Willi Kauhsen hatte geplant, die gesamte Saison 1979 mit seinem Formel-1-Team zu bestreiten. Zum ersten Rennen in Argentinien, das im Januar 1979 stattfinden sollte, trat das Team indes nicht an. Es fehlte wesentlich an den finanziellen Mitteln. So hatte Willi Kauhsen es nicht geschafft, rechtzeitig die von der FISA geforderte Einschreibesumme zu entrichten. Zudem war das Team nicht in der Lage, das vorhandene Auto einsatzbereit zu machen. Im Hinblick darauf kündigte Neve seinen zwischenzeitlich mit Kauhsen geschlossenen Vertrag auf.
Im Januar 1979 konnte sich Kauhsen die Unterstützung einiger deutscher Sponsoren sichern. Mit den Mitteln des Fertighausunternehmens Kaiser und des Autoverleihers Schors konnte er die Einschreibegebühr entrichten, woraufhin sein Team mit dem Beginn der europäischen Saison, d. h. dem fünften Rennen der Weltmeisterschaft, zugelassen wurde.

#### Der erste Einsatz
Nach einigen Testfahrten im Februar 1979 in Le Castellet mit Gianfranco Brancatelli folgte Anfang April 1979 der erste Praxis-Einsatz. Allerdings war es kein Rennen, das im Rahmen der Formel-1-Weltmeisterschaft ausgetragen wurde. Vielmehr meldete sich das Willi Kauhsen Racing Team zum Rennen der Aurora-Serie im April 1979 auf dem belgischen Circuit Zolder. Dieses Rennen gehörte zu einer britischen Meisterschaft, in der eine Reihe ausgedienter Formel-1-Autos von Nachwuchsfahrern bewegt wurden. Im Grunde galt die Aurora-Serie der Nachwuchsförderung des Motorsports. Für Kauhsen war es der Versuch einer Generalprobe, ohne dabei der Ernsthaftigkeit der Formel-1-Weltmeisterschaft ausgesetzt zu sein.
Kauhsen erschien mit dem Modell WK004. Als Fahrer war Gianfranco Brancatelli gemeldet. Er qualifizierte sich mit einem Rückstand von 1,6 s auf die von David Kennedy in einem Theodore erreichte Pole-Position für den achten Startplatz unter 23 Teilnehmern, schied aber im Rennen bereits in der zweiten Runde aus, sodass der erwartete Erfahrungsgewinn nicht verwirklicht werden konnte.

#### Zwei Einsätze in der Formel-1-Weltmeisterschaft
Sein Debüt in der Weltmeisterschaft gab das Willi Kauhsen Racing Team beim Großen Preis von Spanien Ende April 1979. Einsatzfahrzeug war der gegenüber dem Aurora-Rennen nochmals veränderte WK004; der ganz neue WK005 war als Ersatzauto vorgesehen. Das Training verlief unplanmäßig: Der WK004 konnte nicht gestartet werden, daher musste der ungetestete WK005 für den Einsatz vorbereitet werden. In der zweiten Runde des Trainings löste ohne Anlass der Feuerlöscher des WK005 aus, der Wagen musste abgestellt werden und ein Streckenposten gab zusätzlich Löschschaum hinzu. Brancatelli war Letzter der Qualifikation und wies einen Rückstand von 8,7 Sekunden auf die spätere Pole-Zeit von Jacques Laffite auf Ligier auf. Nach diesen Ereignissen trennte sich der Konstrukteur Kurt Chabek vom Team Kauhsen.
Zum folgenden Rennen, dem Großen Preis von Belgien auf dem Circuit Zolder, meldete Kauhsen sein Team erneut. Einsatzauto war der WK005. Im ersten Training zerbrach die Kupplung. Die Mechaniker reparierten das defekte Teil in der nahegelegenen heimischen Werkstatt. Nachdem die reparierte Kupplung wieder installiert worden war, ging ein weiteres Teil in ihrem Umfeld defekt. Da Kauhsen keinen Ersatzwagen an der Rennstrecke hatte, musste das Team das Training vorzeitig beenden.
Willi Kauhsen beendete sein Formel-1-Abenteuer. Weitere Rennteilnahmen gab es nicht. Willi Kauhsen bezeichnete seine Formel-1-Zeit später als „die größte Enttäuschung meines Lebens“.

#### Fortbestand der Kauhsen-Autos
Im Frühsommer 1979 verkaufte Kauhsen einen Wagen und einen Teil der Infrastruktur an Arturo Merzario, der in Italien ein eigenes Rennteam unterhielt. Merzario baute den WK005 um und nannte das Auto Merzario A4. Damit trat sein Team bis zum Ende der Saison bei einigen Formel-1-Rennen an, ohne sich auch nur einmal qualifizieren zu können. Fahrer des Autos war Arturo Merzario selbst. Gianfranco Brancatelli sollte zwar kurzfristig ebenfalls für Merzarios Team fahren, dabei setzte er aber nicht den umgebauten Kauhsen ein. Weitere Autos und Komponenten verkaufte Kauhsen an das im Entstehen befindliche Team Riviera F1, das zu dieser Zeit einen eigenen Rennwagen für die Saison 1980 konstruierte. In welchem Umfang Kauhsens Komponenten in den Riviera F.1 170 integriert wurden, ist unklar. Das Auto wurde nie an den Start gebracht und existiert mittlerweile nicht mehr.
Der ungewöhnliche Heckflügel der ersten Kauhsen-Modelle wurde im Jahre 1979 von dem italienischen Ingenieur „Dydo“ Monguzzi kopiert, der in seiner heimischen Werkstatt in Eigenregie ein Formel-1-Auto der Marke Dywa aufbaute.

## Ergebnisse

### Siege in der Sportwagen-Weltmeisterschaft
| Jahr | Rennen                               | Fahrzeug          | Fahrer 1        | Fahrer 2        |
| ---- | ------------------------------------ | ----------------- | --------------- | --------------- |
| 1975 | 800-km-Rennen von Dijon              | Alfa Romeo 33TT12 | Arturo Merzario | Jacques Laffite |
| 1975 | 1000-km-Rennen von Monza             | Alfa Romeo 33TT12 | Arturo Merzario | Jacques Laffite |
| 1975 | 1000-km-Rennen von Spa-Francorchamps | Alfa Romeo 33TT12 | Henri Pescarolo | Derek Bell      |
| 1975 | 1000-km-Rennen von Pergusa           | Alfa Romeo 33TT12 | Arturo Merzario | Jochen Mass     |
| 1975 | 1000-km-Rennen auf dem Nürburgring   | Alfa Romeo 33TT12 | Arturo Merzario | Jacques Laffite |
| 1975 | 1000-km-Rennen von Zeltweg           | Alfa Romeo 33TT12 | Henri Pescarolo | Derek Bell      |
| 1975 | 6-Stunden-Rennen von Watkins Glen    | Alfa Romeo 33TT12 | Henri Pescarolo | Derek Bell      |